# Ганс фон Огайн
Ганс Йоахім Пабст фон Огайн (нім. Hans Joachim Pabst von Ohain; 14 грудня 1911 — 13 березня 1998) — німецький фізик, інженер, розробник першого діючого реактивного двигуна. Разом з Френком Віттлом його називають «батьком реактивного двигуна». Його перша випробувальна установка працювала на водні в березні 1937 року, і це була пізніша розробка, яка привела в дію перший у світі реактивний літальний апарат, експериментальний Heinkel He 178 (He 178 V1) наприкінці серпня 1939 року. Незважаючи на ці ранні успіхи, які започаткували першу в світі індустрію з виробництва реактивних літаків у Німеччині, інші німецькі проекти швидко затьмарили Огайна, і жоден із його проектів двигунів не набув широкого виробництва чи експлуатації.
Фон Огайн почав самостійно розробляти свої перші проекти турбореактивних двигунів у той самий період, коли Уіттл працював над своїми подібними проектами в Британії, і їхні конструкції турбореактивних двигунів, на думку деяких, є прикладом одночасного винаходу. Ядро першого реактивного двигуна Огайна, Heinkel HeS 1, який він описав як свій «випробувальний водневий двигун», за словами Огайна, було запущено «у березні або на початку квітня» (хоча в щоденниках Ернста Хейнкеля це зазначено у вересні 1937 року). Двигун потребував модифікацій, щоб усунути проблеми з перегріванням і встановити паливну систему, щоб він міг автономно працювати на рідкому паливі, що було досягнуто у вересні 1937 року. Реактивний двигун Охейна був першим, який працював на літаку Heinkel He 178 у 1939 році, за яким пішов двигун Віттла на Gloster E.28/39 у 1941 році. Реактивні винищувачі як Німеччини, так і Британії надійшли в експлуатацію практично одночасно в липні 1944 року. Після війни двоє чоловіків зустрілися, подружилися та отримали премію Чарльза Старка Дрейпера за інженерну діяльність «за їх самостійна розробка турбореактивного двигуна». Розробка Фон Огайна, осьовий двигун, на відміну від відцентрового двигуна Уіттла, була прийнята більшістю виробників до 1950-х років.

## Ранній вік і розвиток реактивного літака
Народився в Дессау, Німеччина, Огайн отримав у 1933 році ступінь доктора філософії з фізики, захистивши дисертацію про оптичний мікрофон для запису звуку безпосередньо на плівку, в Геттінгенському університеті, який тоді був одним із головних центрів аеронавігаційних досліджень., відвідавши лекції Людвіга Прандтля. У 1933 році, ще будучи студентом, він задумав те, що він назвав «двигуном, який не потребував гвинта».
Після отримання другого ступеня з фізики та аеродинаміки в 1935 році Огайн став молодшим асистентом Роберта Вічарда Пола, тодішнього директора Фізичного інституту університету. У 1936 році, працюючи на Пола, Огайн зареєстрував патент на свою версію реактивного двигуна «Процес і пристрій для створення повітряних потоків для руху літаків». На відміну від конструкції Power Jets WU Френка Уіттла з турбіною з осьовим потоком, компанія Ohain використовувала радіальну турбіну з припливним потоком для відцентрового компресора, розташувавши їх спиною до спини з кільцевим простором згоряння, обернутим навколо ротора.